# Grigorij Žatkovič
Grigorij Žatkovič (rusínsky: Ґріґорій Жатковіч, anglicky Gregory Ignatius Zatkovich) (2. prosince 1886, Holubina, Berežská župa, Rakousko-Uhersko, dnes Ukrajina – 26. března 1967, Pittsburgh, USA) byl americký právník a rusínský politik, první guvernér Podkarpatské Rusi.

## Životopis
Narodil se v obci Holubina (Голубине - Holubine) v tehdejší Berežské župě v Rakousko-Uhersku, dnes jde o součást okresu Svaľava Zakarpatské oblasti Ukrajiny. V roce 1891, když mu bylo pět let, emigroval s rodiči do Spojených států. Střední školu a univerzitu absolvoval v Pittsburghu (1907), doktorát z práva získal na Pensylvánské univerzitě v roku 1910.
Žatkovičův otec, Pavol Žatkovič, byl zakládajícím redaktorem významných rusínsko-amerických novin Amerikansky Russky Viestnik. Otcův vliv ho přivedl k úloze mluvčího Americké národní rady Uhro-Rusínů, která vznikla 23. července 1918. Žatkovič Rusíny zastupoval na setkání s americkým prezidentem Wilsonem, po kterém Wilson uznal Rusíny jako samostatný národ.
Žatkovič také jednal v Americe s budoucím prezidentem Československa T.G. Masarykem o připojení Podkarpatské Rusi k vznikajícímu československému státu. Navzdory rozdílným názorům se rusínská reprezentace přiklonila k připojení k Československu a stejné řešení podporovaly i Dohodové mocnosti. Podle vyjádření poslance Gatiho (viz reference) mu prof. Masaryk 25. října 1918 slíbil, že "pokud se Rusíni rozhodnou připojit k Československé republice, budou mít plně autonomní stát; i hranice budou nastavené tak, aby byli Rusíni spokojeni."
Na základě smlouvy ze St. Germain z 10. září 1919 se potom Podkarpatská Rus stala součástí Československa. Smlouva stanovila, že Podkarpatská Rus bude autonomní jednotkou. Navzdory tomu se tak po vzniku republiky nestalo.
26. dubna 1920 Masaryk ustanovil Žatkoviče prvním guvernérem Podkarpatské Rusi. Avšak vzhledem k nesplnění rusínských požadavků na autonomii 17. dubna 1921 rezignoval a zakrátko se vrátil zpět do Pittsburghu a dále se věnoval právnické praxi.
Po návratu do USA se krátce negativně vyjadřoval o československé politice vůči Podkarpatské Rusi. V době 2. světové války svůj anti-československý postoj přehodnotil a stal se vydavatelem časopisu The Carpathian (1941-1943), ve kterém se vyjadřoval za obnovení Československa se třemi rovnoprávnými národy - Čechy, Slováky a Rusíny.
Zemřel v Pittsburghu v roce 1967. Ze Žatkovičovy pozůstalosti se zachovalo málo, po jeho smrti byly jeho zápisky spáleny.

## V literatuře
Třetí část románu Karpatská rapsodie maďarského levicového propagandisty Bély Illése se odehrává na Podkarpatské Rusi mezi koncem 19. století a koncem 2. světové války. V Království Řehoře Žatkoviče je Žatkovič vylíčen jako exponent francouzského a amerického kapitálu a militarismu, který má malý vliv a malý zájem o správu svěřené země.